# 遠視
遠視（えんし、英: Hyperopia）は、目の屈折異常のひとつで、遠方から眼内に入った平行光線が、調節力を働かせていない状態で、網膜の後方に焦点を結ぶ状態をいう。軽度でも遠方視力に問題を生じる近視と違って、遠視は軽度ならば視力に問題を生じないことがある。なぜならば若いうちは目にピントを調節する能力があり、この調節力により表面上覆い隠すことができるからである。この調節力は近くにピントを合わせる方向にしか働かないので、遠視を覆い隠すことはできても近視を覆い隠すことはできない。遠視の弱く調節力の強い場合は遠くにも近くにもピントを合わせることができ、視力に問題を生じない。この場合、本人の自覚や学校で行われる視力検査では遠視であることが分からない。一方、遠視の強い場合、あるいは加齢などによって調節力が衰えた場合は近くが見にくくなる。さらに遠視の強い場合あるいはさらに調節力の衰えた場合は近くも遠くも見にくくなる。

## 遠視と調節力
眼は近くを見る時に網膜（カメラで言えばフィルムにあたる部分）上に正しく焦点をあわせるため、眼の中の筋肉（毛様体筋）を働かせて水晶体の屈折を強くする機能をもっている。これを「調節力」という。調節力は小児の時に最大に持っており、それ以後は加齢と共に徐々に減少する。
正視（屈折異常の無い眼）の場合は、遠方（5m以上）を見ているときは調節力はほとんど働いておらず、近くを見る時だけ使っている。
遠視の場合は遠くを見ているときも、本来は近くを見るときにしか使わない調整力を自動的に働かせ、遠視を補正しようとする。
いわば、常に眼内の筋肉を働かせている状態になるため、眼精疲労の原因になる。また、遠視の人は肩こりや頭痛、光のまぶしさを訴える場合が多い。

## 遠視の補正
屈折補正は、調節力を働かせない状態で遠方が明視（ピントが合ってはっきり見えている状態）できる度数の凸レンズでおこなわれる。一般的には眼鏡・コンタクトレンズを使用する。
遠視眼は長い間常に調節力を使用している状態にあった事が多く、いわば調節することがくせになっており、調節力を使用していない状態になりにくい。そのため、遠視が潜伏しやすく測定に注意が必要になる。調節力を働かせていない状態にするには、確実に強すぎる凸レンズをテストフレームに入れて装用し、視力0.1程度の近視の状態でしばらく目を休めてから測定する方法(雲霧法)などが取られる。
毛様体筋の緊張が解けにくく、雲霧法等で測定しても検査のたびに度数が大きく変動し、遠視の程度がわかりにくい場合は、処方度数の手掛かりを得る手段として、眼内の筋肉を麻痺させる薬剤を使用し、他覚検査（光学検査機器で眼内の屈折状態を読み取る検査）で度数を調べる方法もある。ただし、薬剤を使用すると筋肉の生理的緊張まで麻痺してしまうため、通常とは異なった状態での検査となり、検査結果の度数をそのまま眼鏡等で装用すると、通常は強すぎて遠方が明視できない。

## 小児の遠視
生まれつき、多くの小児は遠視である事が普通で、特別なことではない。むしろ遠視であることが正常といってもよく、新生児は30cm先がぼんやり見える程度であるが、成長につれて遠視が弱くなり、正視（屈折異常のない状態）になったり、通り越して近視になってしまうことの方が多い。ただ、遠視の程度が問題で、小児の豊富な調節力をもってしても補正できないほどの強度遠視の場合、眼鏡等でこの遠視を補正せず放置すると弱視の原因となる場合がある。弱視になると眼鏡やコンタクトを使用しても視力が上がりにくくなる。これは、はっきりした像を見ないまま成長するので、脳の見る能力が正常に発育しないためである。
遠視によって生じる弱視には主に2種類がある。両眼に同程度の遠視がある場合には屈折異常弱視が、左右の遠視の程度に差がある場合には遠視が強い側の眼に不同視弱視が発生する。
両眼で視力が出ていても片眼のみが強度遠視で、視力が出るもう片眼のみで見ている場合がある。このような場合でも小児自身にとっては生まれつきその状態であったので、異常を訴えない場合も多い。
調節力を最大に働かせれば、遠くを明視できる程度の遠視でも、眼は、調節と眼球を内側に回旋させる動き（輻湊）が連動して起こる仕組みになっているため、調節力を働かせると共に両方の目線が内側に寄りすぎ（いわゆる寄り眼の状態）、両眼で同時に同じ物を見ることができない場合がある。この場合も、両眼視機能の発達に影響が出て、距離や奥行きの感覚が鈍くなる。
遠視が問題になるほど強度の小児は、調節力を常に強く使う必要があり、集中して物を見ることが難しい。そのため行動にむらがでて、「落ち着きがない」、「集中力がない」などといわれることがある。
眼の方向がずれ、両眼で物を見ることが難しくなっている場合は、テレビを見るときなどに顔を正面に向けず、無意識のうちに顔を傾けて、横目の状態で見る場合がある。
片眼がよく見えていない場合、無意識のうちにはっきり見えていない方の目を半眼にしたり、閉じてしまって物を見ることがある。
小児の強度遠視は早めに発見して適切な処置をとらないと、視覚の発育は約6歳までにほぼ終わってしまうので、小学校入学前でも、念のため眼科医による検診を早めに受けたほうがよい。

## 遠視と年齢
一般に人間の目は成長につれて近視化を続けるので、小児期に遠視だったものが大人になって正視になったり、正視を通り越して近視になることは少なくないが、成長過程で逆に遠視になることは稀である。
年齢が60歳以上になると、正視だった眼が遠視になったり、遠視だった目の度数が強くなる傾向がある。これは老人性遠視と呼ばれている。
その年齢以前に、俗に「遠視になった」といわれる現象は、ほとんどの場合、若いころは自覚しなかった軽度の遠視が調整力の低下により自覚されるようになったものである。
文明生活は近距離や細かいものを見る能力が求められる。したがって遠視は都会的生活においては極めて不都合であるといえる。

## 屈折性遠視
水晶体の屈折力が弱すぎて、網膜よりも後方に像を結んでしまうもの。

## 軸性遠視
眼球が通常より前後に短いため、網膜よりも後方に像を結んでしまうもの。

## 無水晶体眼
白内障や水晶体脱臼の治療のために水晶体摘出手術を受け、その後に眼内レンズ挿入を行なわなかった場合。水晶体脱臼眼。水晶体の屈折力を全く欠くため、眼の凸レンズが角膜のみとなり、強度遠視となる。